# Favites flexuosa
Favites flexuosa är en korallart som först beskrevs av James Dwight Dana 1846.  Favites flexuosa ingår i släktet Favites och familjen Faviidae. IUCN kategoriserar arten globalt som nära hotad. Inga underarter finns listade i Catalogue of Life.

## Bildgalleri

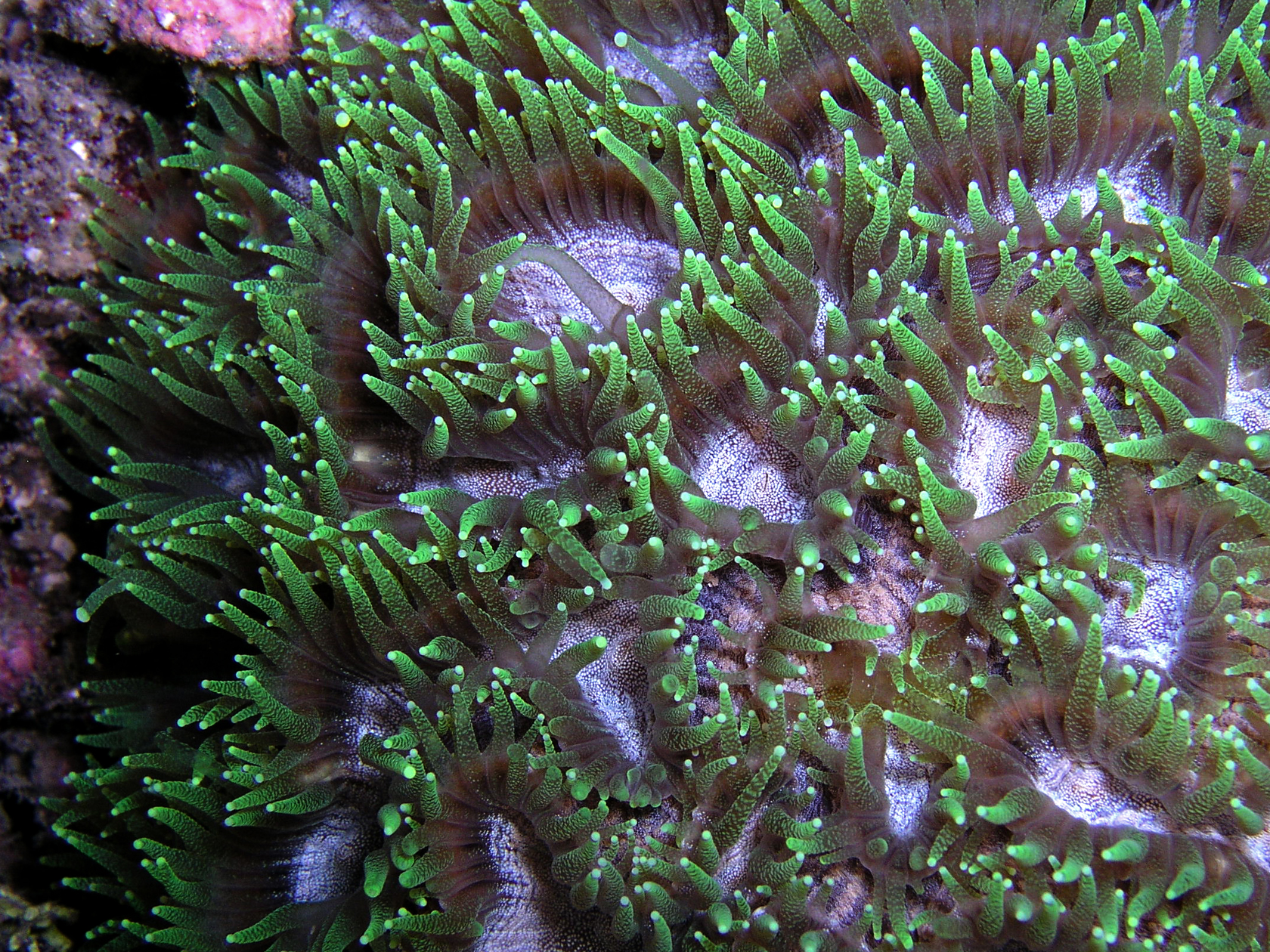